# Placówka wywiadowcza KOP nr 6
Placówka wywiadowcza KOP nr 6 – organ wykonawczy wywiadu Korpusu Ochrony Pogranicza.

## Formowanie i zmiany organizacyjne
Placówka utworzona została w lipcu 1929 w Łachwie. Wchodziła w skład Brygady KOP „Polesie”. Pod względem pracy wywiadowczej podlegała szefowi ekspozytury Oddziału II nr 1 „Wilno”, pod względem pracy kontrwywiadowczej szefowi samodzielnego referatu informacyjnego DOK IX Brześć, a pod względem wyszkolenia wojskowego dowódcy Brygady KOP „Polesie”. Działała na terenie odpowiedzialności 15. 16. i 77 batalionu granicznego. Zgodnie z etatem placówka liczyła 3 oficerów, 3 podoficerów i 4 szeregowych. Pod względem administracyjno-gospodarczym placówkę przydzielono do 16 batalionu KOP.
Z dniem 1 grudnia 1936 placówka wywiadowcza KOP nr 6 przejęła od placówki wywiadowczej KOP nr 7 teren gminy Wysock i Berezów powiatu stolińskiego.
W 1937 jednostką administracyjną dla placówki nr 6 był batalion KOP „Sienkiewicze”.
W 1939 placówka wywiadowcza KOP nr 6 „Łuniniec” podlegała nadal szefowi ekspozytury Oddziału II nr 1 „Wilno” i stacjonowała w Łunińcu.

## Obsada personalna placówki
Kierownicy placówki
- kpt. Mieczysław Ostrowski (1929 )
- kpt. Józef Herzog (21 III 1930 − )
- kpt. Wiesław Hołubowski (– 10 I 1933 → na kurs w CWPiech[13] )
- p.o. por. Michał Wojciechowski (28 VI 1933[14] − )
- p.o. kpt. Jan II Lipiński (15 IV 1934[15] − )

Obsada placówki w lipcu 1929
- kierownik placówki − kpt. Ostrowski Mieczysław
- oficer ofensywny − por. Grabowiecki Józef
- oficer kontrwywiadu − por. Milewski Edward

Obsada personalna w marcu 1939
- kierownik placówki – kpt adm. (piech.) Jan Maciej Lipiński
- oficer placówki – kpt. piech. Mieczysław Wawrzyniec Rokicki
- oficer placówki – kpt. piech. Tadeusz Mieczysław Olszewski (od VI 1937[18])